# Antarctica (film)
Pour les articles homonymes, voir Antarctica.
Pour plus de détails, voir Fiche technique et Distribution.
Antarctica (南極物語, Nankyoku monogatari, litt. « histoire au pôle Sud ») est un film japonais réalisé par Koreyoshi Kurahara, sorti en 1983, inspiré d'une histoire vraie.

## Synopsis
En février 1958, une équipe de scientifiques japonais en Antarctique doit quitter la base antarctique Shōwa à cause de conditions climatiques extrêmes, et laisser derrière eux quinze chiens de traîneau. Le mauvais temps empêche le débarquement de la seconde équipe, qui devait prendre la relève. Pendant presque un an, les chiens se débrouillent par eux-mêmes pour se nourrir, se mettre au chaud.

## Fiche technique
- Titre : Antarctica
- Titre original : 南極物語 (Nankyoku monogatari?)
- Réalisation : Koreyoshi Kurahara
- Scénario : Tatsuo Nogami (ja), Kan Saji, Toshirō Ishidō (ja) et Koreyoshi Kurahara
- Photographie : Akira Shiizuka
- Montage : Koreyoshi Kurahara
- Son : Kenichi Benitani
- Musique : Vangelis
- Producteurs : Masaru Kakutani, Tomohiro Kaiyama, Koretsugo Kurahara, Tsuneyuki Morishima et Juichi Tanaka
- Producteurs exécutifs : Hiroshi Furuoka, Haruo Shikanai et Koreyoshi Kurahara
- Sociétés de production : Fuji Telecasting, Gakken, Kurahara Production
- Pays d'origine :  Japon
- Langue originale : japonais
- Format : couleurs (Fuji) - 1,85:1 - son Dolby stéréo - 35 mm
- Genre : aventure
- Durée : 145 minutes[1] (version japonaise)
- Dates de sortie :
  - Japon : 23 juillet 1983[1]
  - France : 20 mars 1985[2]

## Distribution
- Ken Takakura : Ushioda
- Tsunehiko Watase : Ochi
- Eiji Okada : Ozawa Taicho
- Masako Natsume : Ozawa Keiko
- Keiko Oginome : Shimura Asako
- Takeshi Kusaka : Morishima Kyoju
- Shigeru Kōyama : Horigome Taicho
- Sō Yamamura : Iwakiri Sencho
- Jun Eto : Tokumitsu Taiin
- Kōichi Satō : Toda Taicho
- Shin Kishida : Kissaten Master
- Takeshi Ōbayashi : Nonomiya Taicho
- Shinji Kanai : Ozaki Taicho

## Nom des chiens
Chiens abandonnés dans l'Antarctique : Goro, Kuma (de Monbetsu), Pesu, Moku, Aka, Kuro, Pochi, Riki, Anko, Shiro, Jack, Deri, Kuma (de Furen), Taro et Jiro (seuls les deux derniers survivent jusqu'au retour des scientifiques). Une chienne et ses deux chiots ont été évacués avec les explorateurs.
Tous étaient des huskys de Sakhaline (ou Karafuto-ken), du nom de leur île d'origine (Sakhaline en russe, Karafuto en japonais). Le professeur Ushioda rendit visite aux familles qui lui avaient confié les chiens pour présenter ses excuses.

## Production
La réalisation du film prit trois ans. Le film a été tourné à la pointe nord d'Hokkaidō. Certaines scènes ont été tournées en Antarctique, lors de l'été 1982, avec des équipes de chiens de la base Scott (Nouvelle-Zélande).

## Musique
Outre la musique originale composée et enregistrée par Vangelis, on entend aussi durant le film les morceaux suivants :
- Ai no ôrora
  - Musique de Tetsuji Hayashi
  - Texte de Tokiko Iwatani
  - Interprété par Keiko Oginome
  - Avec l'aimable autorisation de Canyon Record
- Shiroi rekuiemu
  - Musique de Tetsuji Hayashi
  - Texte de Tokiko Iwatani
  - Interprété par Keiko Oginome
  - Avec l'aimable autorisation de Canyon Record

## Distinctions

### Nominations
- 1984 : Aux Japan Academy Prize, Antarctica a été nommé dans les catégories « Meilleur film », « Meilleure photographie », « Meilleur éclairage », et « Meilleure musique ».
- 1984 : Au Festival de Berlin, Koreyoshi Kurahara a été nommé à la réalisation pour l'Ours d'or[4].

### Récompenses
- 1984 : Aux Japan Academy Prize, les chiens interprétant Jiro et Taro ont été récompensés par le prix de l'acteur le plus populaire.
- 1984 : Lors des prix du film Mainichi, Antarctica a reçu le prix de la meilleure photographie (Akira Shiizuka) et le prix du choix du lecteur.

## Autour du film
- Ce film est tiré d'une histoire vraie.
- Le film a été distribué dans certains pays dans une version plus courte. Ainsi, aux États-Unis, le film est écourté d'une demi-heure. En France, quarante minutes sont retiré et en Italie, cinquante-deux minutes sont retirées. La version japonaise intégrale, d'une durée de 143 minutes, insiste davantage sur les remords de deux scientifiques. Elle évoque également la stupeur de l'opinion publique japonaise quand les membres de l'expédition sont rentrés sans les chiens, ainsi que l'hommage du Japon aux chiens alors présumés disparus.
- Disney a sorti en 2006 un remake d'Antarctica, adapté et destiné au jeune public : Antartica, prisonniers du froid (réalisé par Frank Marshall).